# Адріан Рабйо
Адріа́н Рабйо́ (фр. Adrien Rabiot, нар. 3 квітня 1995, Сен-Морис) — французький футболіст, півзахисник «Марселя» і національної збірної Франції.

## Клубна кар'єра

### «Парі Сен-Жермен»
Народився 3 квітня 1995 року в місті Сен-Морис. Вихованець юнацьких команд футбольних клубів «Кретей», «Альфорвіль» та «Манчестер Сіті». У 2009–2010 роках грав у юнацькій команді «По». У 2010 році опинився в системі підготовки «Парі Сен-Жермена» . 
Дебютував у першій команді 26 серпня 2012 року в матчі Ліги 1 проти «Бордо» (0:0) . 6 листопада 2012 року півзахисник вперше зіграв у Лізі Чемпіонів. У матчі проти загребського «Динамо» (4:0) він провів на полі усі 90 хвилин. Всього за першу половину сезону 2012/13 Рабйо зіграв за ПСЖ 9 матчів у різних турнірах.

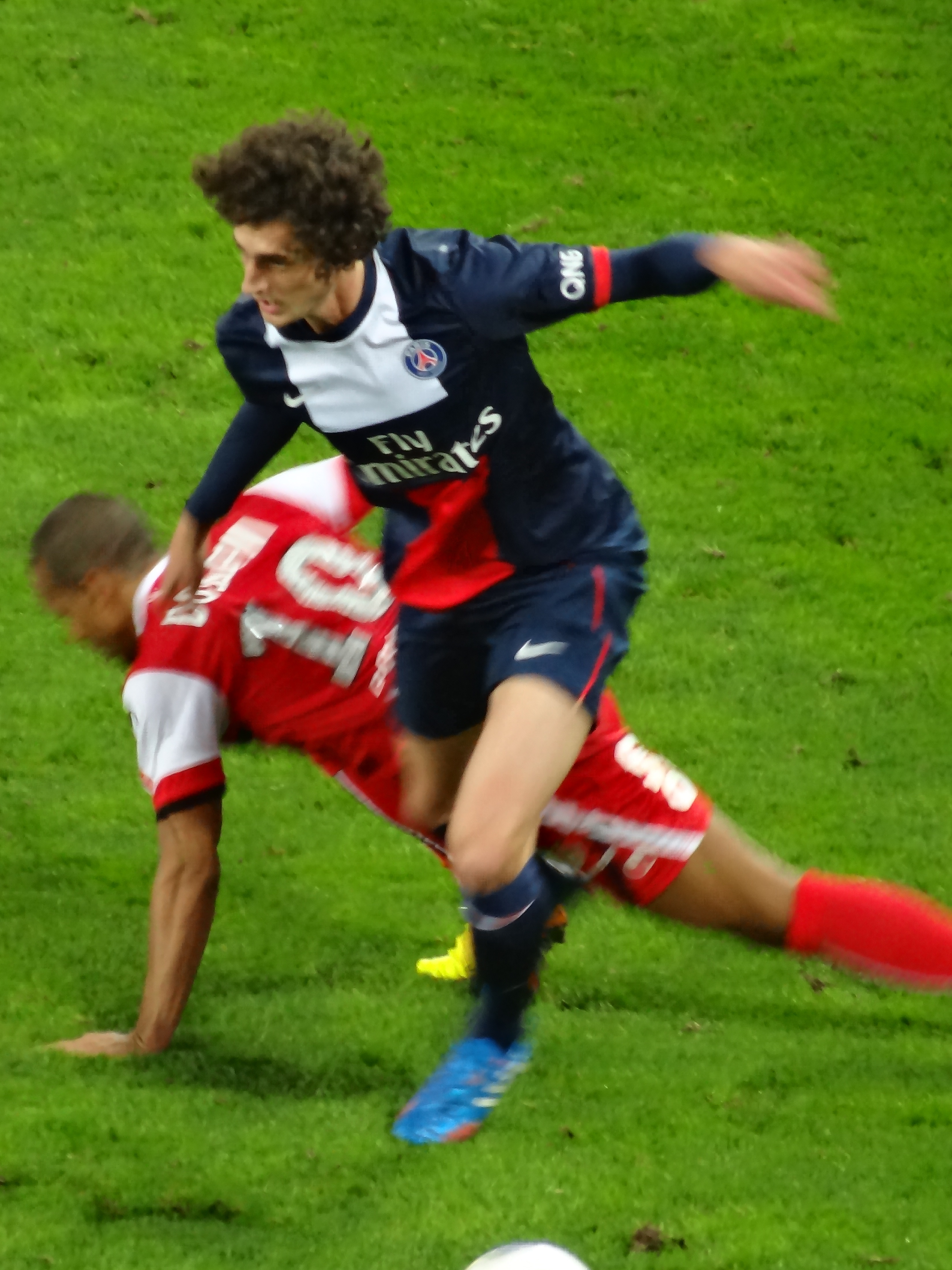
Адріан Рабйо під час виступів за «Парі Сен-Жермен». 25 вересня 2013 року

У січні 2013 року Адріан був відданий в оренду «Тулузі» до закінчення сезону. Півзахисник вперше захищав кольори «Тулузи» 10 лютого 2013 року у грі проти «Ренна» (0:2), а 9 березня забив перший гол у кар'єрі за професійний клуб (у ворота Алексіса Тебо з «Бреста»), що принесло «Тулузі» перемогу з мінімальним рахунком. Всього Адріан Рабйо зіграв за клуб з Верхньої Гаронни 13 матчів у чемпіонаті Франції і влітку 2013 року повернувся в ПСЖ.
В 4-му турі чемпіонату Франції 2013/14 Рабйо забив свій перший гол за парижан, вразивши ворота «Генгама». Всього в тому сезоні Адріан зіграв у 34 матчах в усіх турнірах і виграв з командою чемпіонат Франції, а також став володарем Суперкубка Франції та Кубка французької ліги. В наступному році столичний клуб разом з Рабйо захистив усі ці титули, а також вигравКубок Франції. Відіграв за паризьку команду 150 матчів у національному чемпіонаті.
У грудні 2018 Рабйо відмовився продовжувати свій контракт з парижанами, який спливав улітку 2019 року, і заявив про намір залишити клуб. Унаслідок цього рішення гравець був виключений зі складу команди й більше не виходив на поле до завершення сезону.
1 липня 2019 року на правах вільного агента уклав контракт з італійським «Ювентусом».

## Виступи за збірні
Адріан Рабйо виступав за юнацькі збірні Франції з 16-річного віку. За збірну до 16 років півзахисник зіграв 2 матчі в жовтні 2010 року. За збірну наступної вікової категорії він дебютував 27 вересня 2011 року в товариському матчі з українськими однолітками (0:0). В єдиній для себе грі за збірну до 18 років Рабйо забив гол у ворота команди Австрії (4:1).
11 жовтня 2012 року Адріан Рабйо провів перший матч у складі збірної не старше 19 років проти збірної Ізраїлю (2:1) у рамках відбору до чемпіонату Європи. Два дні потому півзахисник вразив ворота Латвії (6:0), забивши таким чином свій перший гол за збірну. У складі команди футболіст брав участь в юнацькому чемпіонаті Європи 2013 року і став віце-чемпіоном континенту. Всього взяв участь у 28 іграх на юнацькому рівні, відзначившись 5 забитими голами.
13 серпня 2013 року Рабйо вперше зіграв за молодіжну збірну Франції. Півзахисник вийшов на поле на товариський матч з Німеччиною (0:0) у стартовому складі, а у другому таймі був замінений на Маріо Леміну. На молодіжному рівні зіграв у 17 матчах.
З 2016 року викликається до лав національної збірної Франції, дебютував 15 листопада 2016 року в домашньому товариському матчі проти збірної Кот-д'Івуару (0:0). До березня 2018 провів 6 матчів за збірну, переважно товариських. У травні 2018 тренер збірної Дідьє Дешам викликав Рабйо як резервіста на чемпіонат світу в Росії. Втім, Рабйо, невдоволений, що не потрапив до основного списку 23 гравців, відмовився приїжджати в розташування як резервіст.
| Дата       | Місто           | Господарі            | Результат               | Гості       | Турнір                                    | Голи | Примітки |
| ---------- | --------------- | -------------------- | ----------------------- | ----------- | ----------------------------------------- | ---- | -------- |
| 15-11-2016 | Ланс            | Франція              | 0 – 0                   | Кот-д'Івуар | товариський матч                          | -    | 78'      |
| 25-3-2017  | Люксембург      | Люксембург           | 1 – 3                   | Франція     | Відбір до ЧС 2018                         | -    | 83'      |
| 28-3-2017  | Сен-Дені        | Франція              | 0 – 2                   | Іспанія     | товариський матч                          | -    | 45'      |
| 7-10-2017  | Софія           | Болгарія             | 0 – 1                   | Франція     | Відбір до ЧС 2018                         | -    | 34'      |
| 14-11-2017 | Кельн           | Німеччина            | 2 – 2                   | Франція     | товариський матч                          | -    |          |
| 27-3-2018  | Санкт-Петербург | Росія                | 1 – 3                   | Франція     | товариський матч                          | -    | 81'      |
| 5-9-2020   | Сульна          | Швеція               | 0 – 1                   | Франція     | Ліга націй УЄФА 2020—2021 - груповий етап | -    |          |
| 11-10-2020 | Сен-Дені        | Франція              | 0 – 0                   | Португалія  | Ліга націй УЄФА 2020—2021 - груповий етап | -    |          |
| 14-10-2020 | Загреб          | Хорватія             | 1 – 2                   | Франція     | Ліга націй УЄФА 2020—2021 - груповий етап | -    | 74'      |
| 14-11-2020 | Лісабон         | Португалія           | 0 – 1                   | Франція     | Ліга націй УЄФА 2020—2021 - груповий етап | -    |          |
| 17-11-2020 | Сен-Дені        | Франція              | 4 – 2                   | Швеція      | Ліга націй УЄФА 2020—2021 - груповий етап | -    |          |
| 24-3-2021  | Сен-Дені        | Франція              | 1 – 1                   | Україна     | Відбір до ЧС 2022                         | -    |          |
| 28-3-2021  | Астана          | Казахстан            | 0 – 2                   | Франція     | Відбір до ЧС 2022                         | -    | 60'      |
| 31-3-2021  | Сараєво         | Боснія і Герцеговина | 0 – 1                   | Франція     | Відбір до ЧС 2022                         | -    |          |
| 2-6-2021   | Ніцца           | Франція              | 3 – 0                   | Уельс       | товариський матч                          | -    |          |
| 15-6-2021  | Мюнхен          | Франція              | 1 – 0                   | Німеччина   | ЧЄ 2020 - груповий етап                   | -    | 90+4'    |
| 19-6-2021  | Будапешт        | Угорщина             | 1 – 1                   | Франція     | ЧЄ 2020 - груповий етап                   | -    | 57'      |
| 23-6-2021  | Будапешт        | Португалія           | 2 – 2                   | Франція     | ЧЄ 2020 - груповий етап                   | -    | 52'      |
| 28-6-2021  | Бухарест        | Франція              | 3 – 3 д.ч. (4 – 5 п.п.) | Швейцарія   | ЧЄ 2020 - 1/8 фіналу                      | -    |          |
| 4-9-2021   | Київ            | Україна              | 1 – 1                   | Франція     | Відбір до ЧС 2022                         | -    |          |
| 7-9-2021   | Десін-Шарп'є    | Франція              | 2 – 0                   | Фінляндія   | Відбір до ЧС 2022                         | -    |          |
| 7-10-2021  | Турин           | Бельгія              | 2 – 3                   | Франція     | Ліга націй УЄФА 2020—2021 - півфінал      | -    | 75'      |
| 13-11-2021 | Париж           | Франція              | 8 – 0                   | Казахстан   | Відбір до ЧС 2022                         | 1    |          |
| 16-11-2021 | Гельсінкі       | Фінляндія            | 0 – 2                   | Франція     | Відбір до ЧС 2022                         | -    | 86'      |
| 25-3-2022  | Марсель         | Франція              | 2 – 1                   | Кот-д'Івуар | товариський матч                          | -    | 89'      |
| 29-3-2022  | Вільнев-д'Аск   | Франція              | 5 – 0                   | ПАР         | товариський матч                          | -    | 67' 75'  |
| 3-6-2022   | Сен-Дені        | Франція              | 1 – 2                   | Данія       | Ліга націй УЄФА 2022—2023 - груповий етап | -    | 78'      |
| 6-6-2022   | Спліт           | Хорватія             | 1 – 1                   | Франція     | Ліга націй УЄФА 2022—2023 - груповий етап | 1    |          |
| 13-6-2022  | Сен-Дені        | Франція              | 0 – 1                   | Хорватія    | Ліга націй УЄФА 2022—2023 - груповий етап | -    | 67'      |
| 22-11-2022 | Ель-Вакра       | Франція              | 4 – 1                   | Австралія   | ЧС 2022 - груповий етап                   | 1    |          |
| 26-11-2022 | Доха            | Франція              | 2 – 1                   | Данія       | ЧС 2022 - груповий етап                   | -    |          |
| Усього     |                 | Матчів               | 31                      |             | Голів                                     | 3    |          |

## Титули і досягнення
- Чемпіон Франції (5): 2014, 2015, 2016, 2018, 2019
- Володар Кубка Франції  (4): 2015, 2016, 2017, 2018
- Володар Кубка французької ліги (5): 2014, 2015, 2016, 2017, 2018
- Володар Суперкубка Франції (6): 2013, 2014, 2015, 2016, 2017, 2018
- Чемпіон Італії (1): 2020
- Володар Суперкубка Італії (1): 2020
- Володар Кубка Італії (2): 2021, 2024
- Переможець Ліги націй УЄФА: 2021-22
- Віцечемпіон світу: 2022